# Elf Power
Elf Power (с англ. — «Сила Эльфа») — инди-рок-группа, появившаяся в 1994 году, в Атенсе. Её относят ко второй волне исполнителей с Elephant 6, наряду с The Apples in Stereo, Neutral Milk Hotel и The Olivia Tremor Control. Название Elf Power, согласно легенде прочитанное Эндрю Ригером (Andrew Rieger) на тротуаре, отражало его интерес к мистической и фэнтезийной литературе типа Дж. Р. Р. Толкина, К. С. Льюиса, Х. П. Лавкрафта.
Сформированная певцами/мультиинструменталистами Эндрю Ригером (Andrew Rieger) и Лорой Картер (Laura Carter), группа заявила о себе альбомом Vainly Clutching at Phantom Limbs (1995), за которым последовал мини-альбом The Winter Hawk (1995), ознаменовавший прибавление к составу басиста Брайана Хелиума (Bryan Helium) и барабанщика Аарона Вегелина (Aaron Wegelin). Хороший альбом, по мнению Allmusic, — When the Red King Comes (1997), вслед за которым появился «прорывной» альбом A Dream in Sound (1999). Эксклюзивный мини-альбом Come On (1999) распространялся во время совместного тура с группой The Olivia Tremor Control. Затем были изданы мрачный The Winter Is Coming (2000) и продолжающий тенденции предыдущего альбома Creatures (2002), а также коллекция каверов от Gary Numan до The Misfits под названием Nothing's Going to Happen (2002).
Состав группы обновился спустя два года, с изданием альбома Walking with the Beggar Boys (2004). На лейбле Rykodisc вышли следующие альбомы Back to the Web (2006) и In a Cave (2008). В 2010 году был издан одноимённый альбом Elf Power, посвященный давнему коллеге Вику Честнатту (Vic Chestnutt), скончавшемуся в 2009 году. Одиннадцатый альбом Sunlight on the Moon (2013) стал возвращением к раннему творчеству группы, к спонтанным домашним записям.

## Дискография

### Альбомы
- Vainly Clutching at Phantom Limbs - Self-released / Drug Racer / Arena Rock Recording Co. (1995/1999)
- When the Red King Comes - Arena Rock Recording Co. / Elephant 6 (1997)
- A Dream in Sound  - Arena Rock Recording Co. / Elephant 6 (1999)
- The Winter Is Coming - Sugar Free Records / Elephant 6 (2000)
- Creatures - spinART (2002)
- Nothing's Going to Happen - Orange Twin (2002)
- Walking with the Beggar Boys - Low Transit Industries / Orange Twin (2004)
- Back to the Web - Rykodisc (2006)
- In a Cave - Rykodisc (2008)
- Elf Power - Orange Twin (2010)
- Sunlight on the Moon - Orange Twin (2013)

### Прочие альбомы
- Curse of Yoth-Bal-Tzar (cassette) - Self-Released (1994)
- Hekinah Degul (Cassette) - Self-Released (1994)
- Treasures from the Trash Heap - Self-Released (2006) — сборник неизданных демо и живых песен, а также кавер-версий песен, распространялся во время тура Back to the Web
- Dark Developments (With Vic Chesnutt and the Amorphous Strums) - Orange Twin (2008)

### Мини-альбомы
- The Winter Hawk EP (Cassette/7") - Self-released / Kindercore Records (1995)
- Come On - Drug Racer (1999)

### Синглы
- Kindercore Singles Slub: May split single with Great Lakes (7") - Kindercore Records (2000)
- "Jane/Needles in the Camel's Eyes" - Shifty Disco (2000)
- "High Atop the Silver Branches" - Shifty Disco (2001)
- "The Naughty Villain" (7") - Shifty Disco (2002)

## Видеоклипы
- Elf Power - All the World is Waiting
- Elf Power - Darkest Wave
- Elf Power - Walking with the Beggar Boys